# 孫志遠
孫 志遠（そん しえん、スン・ジーユアン、1911年 - 1966年）は、中国河北省定州出身の軍人。元第三機械工業部部長。1929年に中国共産主義青年団に加入。

## 生涯
歴代の中国共産党定県中心委員会書記、東北軍騎兵2師団訓練教官、冀中人民自衛軍の工作員、八路軍第3縦隊兼冀中軍管区政治部主任、冀中区党委常委、延安中共中央党校2部副主任、晋綏軍区政治部副主任、晋綏軍区の第3軍分区司令官兼共産党中央党校晋綏支局副総長、晋綏野戦軍独立2旅政委、軍事調処執行部在集寧執行中共側代表チーム、晋綏野戦軍政治部主任、第3縦隊政委、晋綏土改事業団団長兼中共静楽委員会書記、西北野戦軍第7縦隊政委・第1野戦軍7軍政委、第1兵団の政治部主任など職、扶風郿県、隴東などの戦い。
中華人民共和国樹立後、歴代の西南軍政委員会事務総長、政務院副総長兼参事室主任、中共中央財委第2・第3の庁舎主任、国務省3室副主任、国家再建委副主任、国家経協副主任、党組副書記、後兼物資管理総局局長、国防工業委員会第2党書記、国防工業室副主任、第3機械工業部部長兼党組書記。
中国共産党第8回中央候補委員、第3回全国政治協商会議の常務委員、第3回国防委員会委員だ。
1966年10月11日に北京で死去。

## 関連事項
- セブン・イヤーズ・イン・チベット
- 張国華
- 張経武